# Моление в Гефсиманском саду (картина Карпаччо)
Моление в Гефсиманском саду (итал. Orazione nell'orto del Getsemani) — картина живописца венецианской школы эпохи итальянского Возрождения Витторе Карпаччо. Хранится в Венеции, в Скуоле ди Сан-Джорджо-дельи-Скьявони.

## История создания
Скуола ди Сан-Джорджо-дельи-Скьявони («Schiavoni» на венецианском диалекте означает «славяне») была основана в 1451 году выходцами из Далмации, в основном моряками и ремесленниками славянского происхождения. В 1502 году Витторе Карпаччо получил от Скуолы заказ на несколько картин для украшения зала собраний братства — Зала Альберго (итал. Albergo — Зал приезжих).
В том же году художник закончил две картины темперой на холсте — «Моление в Гефсиманском саду» и «Призвание апостола Матфея», а затем приступил к созданию картин, посвящённых жизни святых покровителей братства — Георгия, Трифона и Иеронима. В середине XVI века после реконструкции здания картины Карпаччо были перемещены из зала Альберго на втором этаже в капеллу первого этажа.

## Сюжет и описание картины
Сюжет картины (каноническое название: Моление о чаше) Страстного цикла многократно использовался западноевропейскими живописцами. Другие названия: «Да минует Меня чаша сия», «Агония (в значении: Борение) в саду». Согласно эпизоду, описанному во всех четырёх синоптических Евангелиях, после Тайной вечери с учениками Христос удалился в Гефсиманский сад, расположенный внизу склона Елеонской горы около ручья Кедрон, восточнее от центра Иерусалима. Вместе с Ним бодрствовали три его ближайших ученика: Пётр, Иаков и Иоанн. Встав на колени, Иисус обратился с молитвой к Отцу: «Отче Мой! если возможно, да минует Меня чаша сия; впрочем не как Я хочу, но как Ты. И приходит к ученикам и находит их спящими, и говорит Петру: так ли не могли вы один час бодрствовать со Мною? бодрствуйте и молитесь, чтобы не впасть в искушение: дух бодр, плоть же немощна. Ещё, отойдя в другой раз, молился, говоря: Отче Мой! если не может чаша сия миновать Меня, чтобы Мне не пить её, да будет воля Твоя» (Мф. 26:39—42).
На переднем плане картины мы видим апостолов, спящих на уступах скалы. Наверху у левого края картины — коленопреклонённый Христос. На дальнем плане на фоне стен и башен Иерусалима виднеются отблески факелов приближающейся стражи. В правом нижнем углу изображён герб дарителя, такой же как на картине «Призвание апостола Матфея». Общий стиль композиции картины и манеры живописи несколько архаичен для начала XVI века в сравнении с другими картинами цикла и напоминает уникальную графичную манеру Андреа Мантеньи.